# Hainardia cylindrica
Hainardia es un género monotípico de plantas herbáceas perteneciente a la familia de las poáceas. Su única especie: Hainardia cylindrica (Willd.) Greuter, es originaria del Mediterráneo extendiéndose hasta Irak y también en Sudamérica.

## Descripción
Es una planta anual con tallos de hasta 60 cm de ltura, erectos o ascendentes, glabros. Hojas con lígula de 0,4-0,8 mm, glabra; limbo de hasta 20 cm x 4 mm, con nervios escábridos en el haz. Espiga de hasta 22 cm, recta, con eje grueso y hasta 45 espiguillas. Gluma de 5-8,5 mm, con nervios bien marcados, margen escarioso estrecho y un surco transversal en la base. Lema de 4,2-6 mm, más corta que la gluma, con nervios laterales cortos y poco marcados. Pálea tan larga o algo más larga que la lema. Anteras de 1,8-2,1 mm. Florece y fructifica de mayo a junio.

## Taxonomía
El género fue descrito por Carlos Linneo y publicado en Boissiera. Memoires du Conservatoire de Botanique et de l'Institut de Botanique Systématique de l'Université de Genève 13: 178. 1967.
Etimología
El género fue nombrado en honor de P.Hainardi, fitogeógrafo y colega de Greuter.
cylindrica: epíteto latino que significa "cilíndrica".
Citología
Número de la base del cromosoma, x = 13. 2n = 26 y 52. 2 y 4 ploid. Cromosomas «grandes».
Sinonimia
- Lista de sinónimos de Hainardia cylindrica[5][6]